# Espaço sideral

Configuração entre a superfície da Terra e o espaço sideral, com a linha de Kármán à altitude de 100 km.
Camadas atmosféricas estão apresentadas em escala; objetos entre elas, como a Estação Espacial Internacional, não.

Espaço sideral, espaço exterior ou simplesmente espaço é toda a área física do universo não ocupada por corpos celestes. Esse ambiente constitui-se de um vácuo parcial contendo baixa densidade de partículas, predominantemente plasma de hidrogênio e hélio, além de radiação eletromagnética, campos magnéticos, neutrinos, poeira interestelar e raios cósmicos. Sua temperatura média, definida a partir da radiação de fundo do Big Bang, é 2,727 K (−270,423 °C; −454,7614 °F). O plasma com densidade numérica menor que um átomo de hidrogênio por metro cúbico e temperatura de milhões de kelvin, no meio intergaláctico representa a maior parte da matéria bariônica espacial, a qual, em concentrações locais, integra-se na formação de estrelas e galáxias. Observações têm provido evidências de que 90% da massa presente na maioria das galáxias é de um tipo pouco conhecido, chamado de matéria escura, que interage com outras matérias por meio de forças gravitacionais, mas não electromagnéticas. Dados indicam que a maior parte da massa-energia no universo observável é uma pouco entendida forma de energia do vácuo, alcunhada, por astrônomos, de energia escura. O ambiente intergaláctico ocupa a maior porção do universo, mas mesmo as galáxias e sistemas estelares consistem quase que inteiramente de vazios.
Não há uma clara definição dos limites do espaço em relação à Terra ou mesmo de sua extensão. A linha de Kármán, contudo, uma estimativa de altitude de 100 km (62 mi) acima do nível do mar, é consensualmente entendida como o "início" desse ambiente, sobretudo em tratados espaciais e registros aeronáuticos e astronáuticos. Um quadro legal foi estabelecido pelo Tratado do Espaço Exterior, aprovado pela Organização das Nações Unidas em 1967, com 98 países signatários e outros 27 assinantes. Esse postulado impede qualquer reivindicação de soberania nacional sobre o espaço e permite, a todas as nações, sua livre exploração. Apesar da elaboração de resoluções, por parte da ONU, tratando do uso pacífico desse ambiente, armas antissatélite têm sido testadas na órbita do planeta.
A humanidade iniciou a exploração física do espaço no século XX, com o advento dos balões de grande altitude, seguido por desenvolvimentos tecnológicos que vieram a propiciar, décadas depois, o lançamento de foguetes espaciais (ver: História dos foguetes). O alcance da órbita geocêntrica foi conseguido pela primeira vez por Yuri Gagarin, da União Soviética, em 1961. Desde então, espaçonaves não tripuladas têm viajado por todos os planetas do Sistema Solar. Em decorrência do alto custo para a execução de viagens tripuladas, tais missões têm se limitado à órbita terrestre baixa ou à Lua. O espaço sideral representa o que há de mais desafiador à ciência e perigoso à exploração humana, sobretudo pela complexidade desse ambiente e pelos riscos e ameaças do vácuo e radiação. A microgravidade, por exemplo, tem um efeito nocivo à fisiologia humana. Questões de saúde, ambientais, econômicas e tecnológicas têm colocado em cheque o progresso da atividade, muito embora a evolução científica que esse tipo de exploração pode proporcionar seja considerada inestimável.

## Descoberta
Em 350 A.C., o filósofo Grego Aristóteles sugeriu: nature abhors a vacuum, um princípio que ficou conhecido como: horror vacui. Este conceito, construído sobre uma argumentação ontológica do século V a.C. do filósofo grego Parmênides, que negava a possibilidade de existência de vácuo no espaço. Baseado nessa ideia de que o vácuo não podia existir, no ocidente, por muitos séculos, se acreditou que o espaço não poderia ser vazio. No século XVII, o filósofo francês René Descartes argumentou que todo o espaço deveria ser preenchido.
Na China antiga, existiam várias escolas de pensamento a respeito da "natureza dos céus", algumas das quais se assemelham ao nosso entendimento moderno. No século II, o astrônomo Zhang Heng, ficou convencido que o espaço devia ser infinito, se estendendo muito além do "mecanismo" de sustentação do Sol e das estrelas. Os livros remanescentes da escola Hsüan Yeh, dizem que os céus não tinham limites, "vazio e desprovido de substância". E continuando: "o Sol, a Lua e o conjunto de estrelas, flutuam no espaço vazio, estando parados ou em movimento".
O cientista italiano Galileu Galilei, sabia que o ar tinha massa e portanto estava sujeito à gravidade. Em 1640, ele demonstrou que uma força estabelecida resistiu à formação de vácuo. No entanto, coube ao seu pupilo, Evangelista Torricelli, criar um aparelho que iria produzir vácuo em 1643. Este experimento resultou no primeiro barômetro de mercúrio que foi a sensação científica na Europa da época. O matemático francês Blaise Pascal, argumentou que se a coluna de mercúrio era envolvida pelo ar, a coluna deveria ficar menor em grandes altitudes, onde a pressão do ar é menor. Em 1648, seu irmão adotivo, Florin Périer, repetiu o experimento na montanha de Puy de Dôme na região central da França, e constatou que a coluna de mercúrio era 7,6 cm menor. Essa diminuição de pressão, foi mais tarde demonstrada, carregando um balão parcialmente cheio para uma montanha e observando que ele inflava gradualmente, e desinflava na descida.

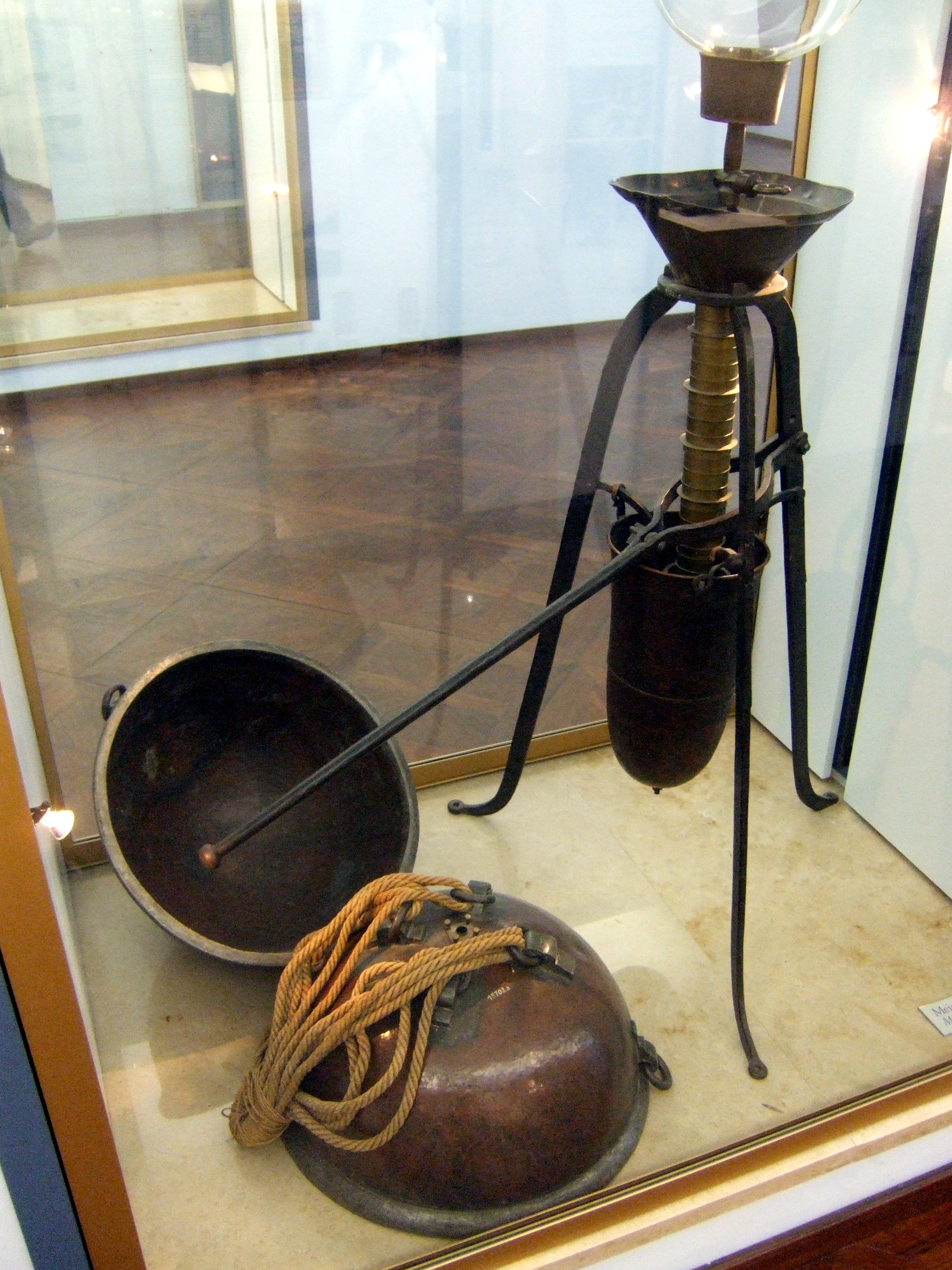
Os Hemisférios de Magdeburgo originais (esquerda inferior) usados para demonstrar a bomba de vácuo de Otto von Guericke (direita).

Em 1650, o cientista alemão Otto von Guericke, construiu a primeira bomba de vácuo: um dispositivo que pode, mais tarde, refutar o princípio de horror vacui. Ele corretamente observou que a atmosfera da Terra, envolve o planeta como uma concha, com a densidade diminuindo gradualmente com a altitude. Assim, concluiu que deveria haver vácuo entre a Terra e a Lua.
No século XV, o teólogo alemão Nicolau de Cusa, especulou que o Universo não tinha um centro, pois não era uma circunferência. Ele acreditava que o Universo, apesar de não ser infinito, também não podia ser tratado como finito, devido a ausência de limites nos quais ele pudesse estar contido. Essas ideias levaram o filósofo italiano Giordano Bruno, no século XVI, a especular sobre as dimensões infinitas do espaço. Ele expandiu a cosmologia heliocêntrica de Copérnico ao conceito de um Universo infinito preenchido com uma substância que ele chamou de éter, que não causava resistência aos movimentos de corpos celestes. O filósofo inglês William Gilbert chegou a uma conclusão semelhante, argumentando que as estrelas eram visíveis apenas pelo fato delas estarem cercadas por éter ou um "vazio". Este conceito de éter, originou-se nos filósofos da Grécia antiga, incluindo Aristóteles, que o concebeu como sendo o meio através do qual os corpos celestes se moviam.
O conceito de um Universo preenchido com éter luminífero permaneceu em voga entre alguns cientistas até o início do século XX. Esta forma de éter era vista como um meio no qual a luz podia se propagar, daí o seu nome. Em 1887, a Experiência de Michelson-Morley, tentou detectar o movimento da Terra através desse meio procurando alterações na velocidade da luz dependendo da direção do movimento do planeta. No entanto, o resultado nulo, indicou que havia algo errado com o conceito. A ideia do éter luminífero, foi então abandonada. Ele foi substituído pela teoria da relatividade restrita de Albert Einstein, que sustenta que a velocidade da luz no vácuo é um valor constante, independente do movimento do observador ou referencial.
O primeiro astrônomo profissional a apoiar o conceito de um Universo infinito foi o Inglês Thomas Digges em 1576. Mas o tamanho do Universo permaneceu desconhecido até a primeira aferição bem-sucedida da distância de uma estrela próxima em 1838 pelo astrônomo alemão Friedrich Bessel. Ele mostrou que a estrela 61 Cygni tinha um paralaxe estelar de apenas 0,31 arcossegundo (comparado com o valor moderno de 0,287″). Isso corresponde a uma distância de mais de 10 anos luz. A distância para a Galáxia de Andrômeda, foi determinada em 1923 pelo astrônomo Edwin Hubble, medindo a intensidade do brilho das variáveis Cefeidas na galáxia, uma nova técnica descoberta por Henrietta Leavitt. Com ela, ficou estabelecido que a galáxia de Andrômeda, e por extensão todas as galáxias, ficavam fora da Via Láctea.
O conceito moderno de espaço exterior é baseado na teoria cosmológica denominada "Big Bang", proposta pela primeira vez em 1931 pelo físico belga Georges Lemaître. Esta teoria, sustenta que o Universo se originou de uma forma de matéria muito compacta submetida a expansão contínua. Matéria que continuou seguindo a expansão inicial, ficou submetida desde então a pardas gravitacionais levando à criação de estrelas, galáxias e outros corpos celestes, deixando atrás de si, um vácuo profundo que forma o que é chamado hoje em dia de espaço exterior. Como a luz tem velocidade finita, essa teoria, também restringe o tamanho do Universo diretamente visível. Isso deixa aberta a questão de se o Universo é finito ou infinito.
O termo espaço exterior, foi usado pela primeira vez em 1842, pela poeta inglesa Lady Emmeline Stuart-Wortley no poema "The Maiden of Moscow". A expressão espaço exterior, foi usada como um termo astronômico por Alexander von Humboldt em 1845. O termo foi popularizado mais tarde nas obras de H. G. Wells em 1901. O termo resumido Espaço, é na verdade mais antigo, usado pela primeira vez em 1667 por John Milton em Paraíso Perdido, no contexto da região além do céu terrestre.

## Formação e estado

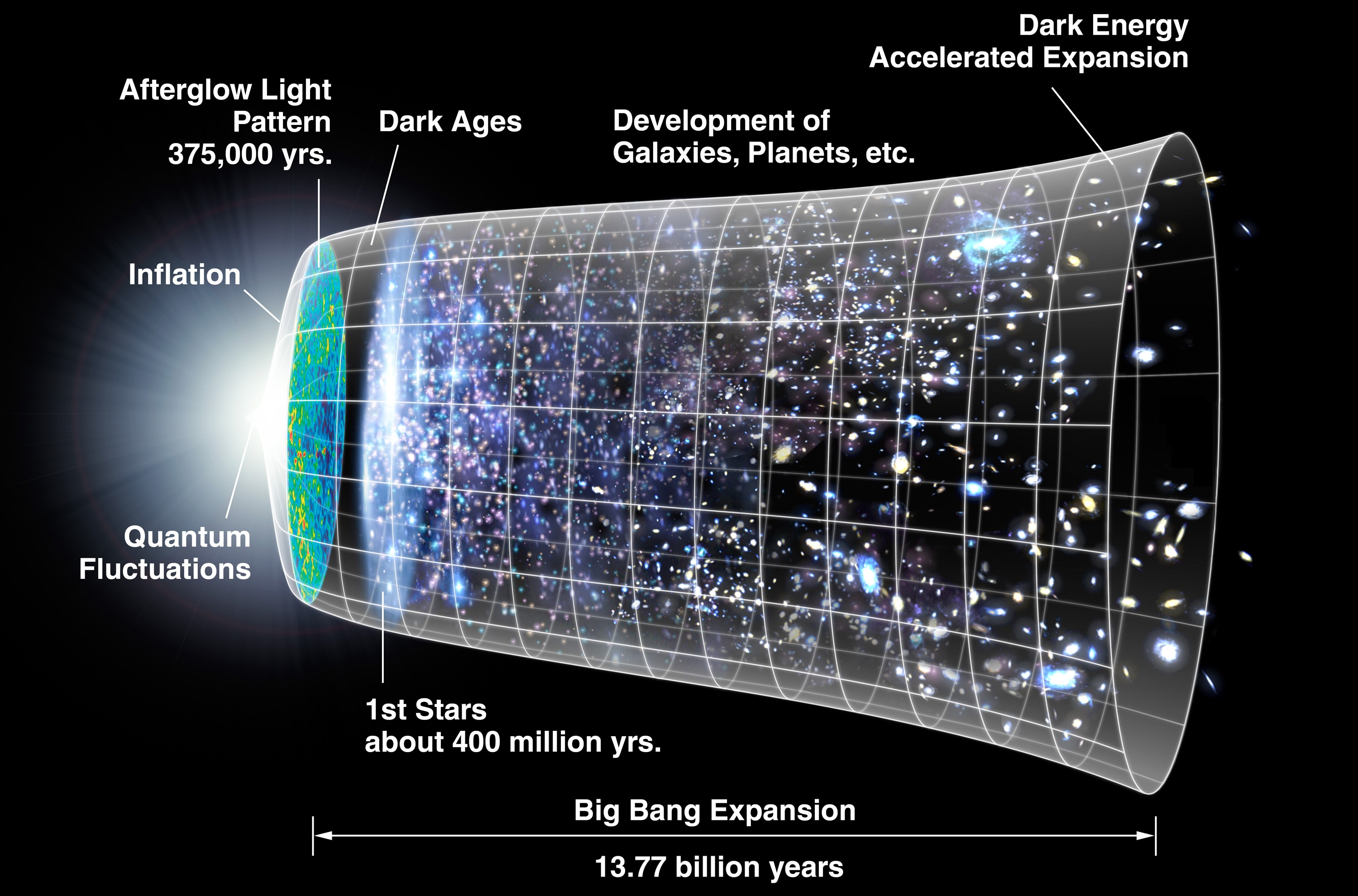
Ilustração conceitual da expansão métrica do espaço, onde o volume do universo é representado, em cada intervalo de tempo, pelas seções circulares. À esquerda, é retratada a rápida inflação a partir do estado inicial, seguida pela estável expansão até os dias de hoje, à direita.

De acordo com a teoria do Big Bang, o universo foi originado a partir de uma condição de extrema densidade e calor há cerca de 13,8 bilhões de anos, a qual desencadeou uma rápida expansão. Por volta de 380 000 anos depois, o espaço havia esfriado o suficiente para permitir a ocorrência de combinações de prótons e elétrons e a formação de hidrogênio na chamada recombinação. Ao acontecimento desse evento, matéria e energia tornaram-se dissociadas, permitindo aos fótons viajar livremente pelo ambiente. A matéria que permaneceu a seguir a expansão inicial tem desde então sofrido colapsos gravitacionais responsáveis por criar as estrelas, galáxias e outros corpos celestes, deixando para trás um profundo vácuo que constitui, por sua vez, o que hoje é chamado de espaço sideral. Como a luz tem uma velocidade finita, essa teoria também restringe o tamanho do universo diretamente observável. Esse contexto deixa em aberto a indagação sobre o universo ser finito ou infinito.
A atual forma do universo tem sido determinada a partir de medições da radiação cósmica de fundo em micro-ondas usando-se satélites como o WMAP. Essas estimativas indicam que o universo observável é plano, significando que fótons em caminhos paralelos num determinado ponto permanecerão paralelos enquanto viajam pelo espaço até o limite do ambiente cósmico observável, colocando-se fora de questão gravidades locais. Esse plano, combinado com a densidade de massa medida do universo e com sua acelerada expansão, aponta que o espaço tem uma energia do vácuo diferente de zero, chamada de energia escura.
Estimativas classificam a densidade de energia média do universo num equivalente a 5,9 prótons por metro cúbico, incluindo a energia escura, a matéria escura e a matéria bariônica. Átomos equivalem a somente 4,6% do total de densidade de energia, ou a uma densidade de um próton por quatro metros cúbicos. A densidade do universo, contudo, não é uniforme; ela varia de um valor relativamente alto em galáxias — incluindo medidas especialmente grandes em estruturas interiores a galáxias, como planetas, estrelas e buracos negros — a condições de vastos vazios de muito menor densidade, ao menos em termos de matéria visível. Ao contrário da matéria escura e da matéria comum, a energia escura parece não se concentrar em galáxias; embora ela possa ser responsável pela maioria da massa-energia no universo, sua influência é de cinco ordens de magnitude menor que a da gravidade que atua em matéria comum e matéria escura na via láctea.

## Ambiente

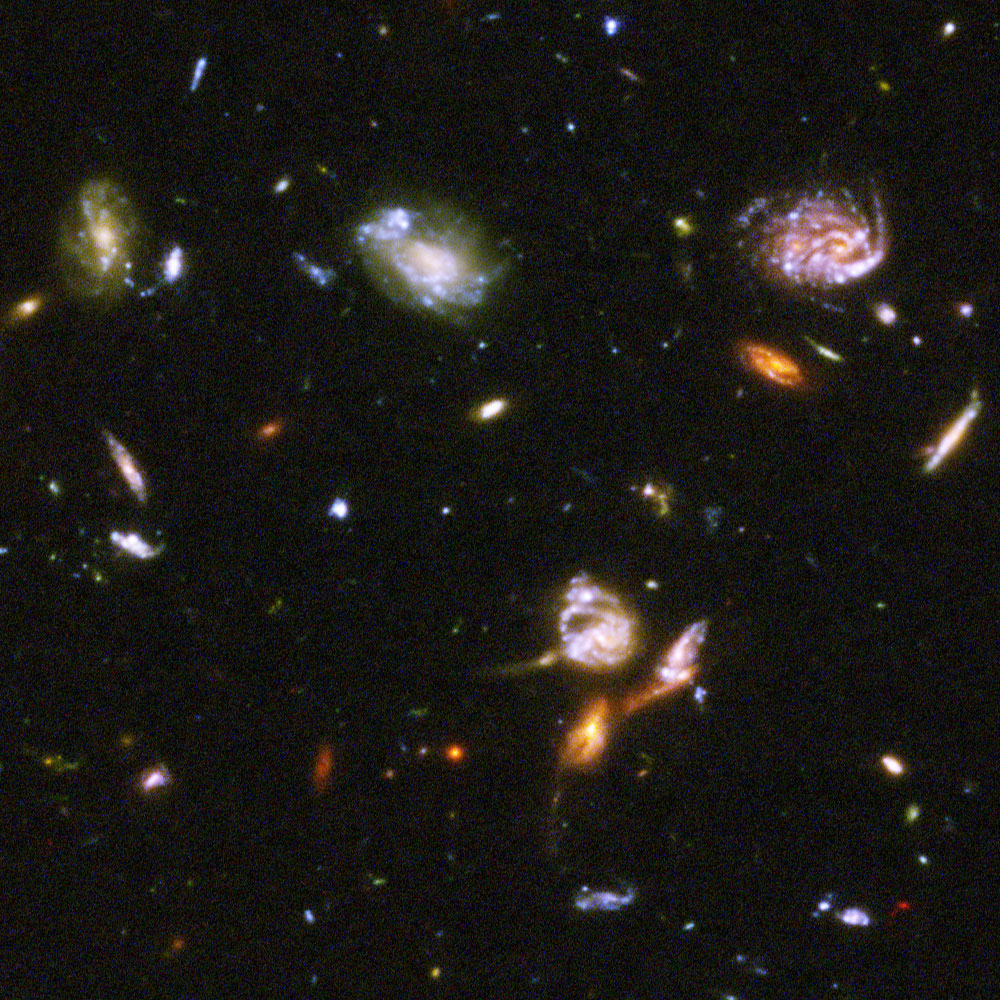
Parte da imagem Hubble Ultra Deep Field, que mostra uma típica seção do espaço contendo galáxias intercaladas pelo vácuo. Dada a finita velocidade da luz, essa vista cobre os últimos 13 bilhões de anos de história do espaço sideral.

O espaço sideral é o que de mais próximo se conhece de um vácuo perfeito. Ele, efetivamente, não possui atrito, o que permite a estrelas, planetas e satélites naturais uma movimentação livre pelas suas órbitas imaginárias. Contudo, mesmo o mais profundo vácuo do ambiente intergaláctico não é privado de matéria, contendo alguns átomos de hidrogênio por metro cúbico. Para efeito de comparação, o ar que o ser humano respira contém cerca de 1025 moléculas por metro cúbico. A esparsa densidade de matéria no espaço sideral significa que a radiação eletromagnética pode viajar a grandes distâncias sem ser dispersa: o percurso livre médio de um fóton no espaço intergaláctico é de cerca de 1023 km, ou 10 bilhões de anos luz. Apesar disso, extinção, que é a absorção e dispersão de fótons pela poeira e gás, é um importante fator para a astronomia galáctica e intergaláctica.
Estrelas, planetas e luas retêm suas atmosferas a partir da atração gravitacional. Atmosferas, por sua vez, não possuem limites claramente definidos: a densidade de gás atmosférico decai gradualmente à distância do objeto até se tornar indistinguível do ambiente circundante. A pressão atmosférica da Terra cai para cerca de 0,032 Pa a 100
 quilômetros (62 milhas) de altitude, em comparação aos 100 000 Pa definidos como padrão pela União Internacional de Química Pura e Aplicada (IUPAC). Para além dessa altitude, a pressão de gás isotrópico se torna insignificante rapidamente ao confronto com a pressão de radiação do Sol e a pressão dinâmica do vento solar. A termosfera possui nessa condição grandes gradientes de pressão, temperatura e composição, além de variar grandemente sob influência da meteorologia do espaço.
A temperatura do vácuo é medida em termos de atividade cinética de gás, assim como é feito na Terra. Contudo, a radiação que enche o vácuo tem uma temperatura diferente, significando que o gás e a radiação não estão em equilíbrio termodinâmico. Todo o universo observável é preenchido por fótons criados durante o Big Bang e conhecidos como radiação cósmica de fundo em micro-ondas. Há, ainda, muito provavelmente, um número correspondentemente grande de neutrinos, chamados de fundo cósmico de neutrinos.) A temperatura corrente de corpo negro de radiação de fundo é estimada em 2,727 K (−270,423 °C). As temperaturas de gás no espaço sideral são sempre ao menos as de radiação cósmica de fundo em micro-ondas, mas podem ser muito maiores. Por exemplo, a Coroa solar possui temperatura que variam de 1,2 a 2,6 milhões K.
Do lado de fora de uma atmosfera protetora e de um campo magnético, há alguns obstáculos à passagem, pelo espaço, de partículas subatômicas conhecidas como raios cósmicos. Tais partículas são dotadas de uma energia que varia de aproximadamente 106 eV a um extremo de 1020 eV, à ocorrência de raios cósmicos ultra-energéticos. O fluxo de pico desses elementos ocorre a energias estimadas de 109 eV, com aproximadamente 87% de prótons, 12% de núcleos de hélio e 1% de núcleos mais pesados. Na gama de alta energia, o fluxo de elétrons é equivalente a apenas 1% do de prótons. Raios cósmicos podem danificar componentes eletrônicos e ser de risco à saúde de astronautas. De acordo com tais profissionais, a exemplo de Don Pettit, o espaço tem um odor de queimado/metálico que impregna em suas vestimentas e equipamentos, similarmente ao cheiro de maçarico de soldagem.
Apesar da hostilidade do ambiente, várias formas de vida capazes de suportar as condições extremas do espaço por extensos períodos têm sido encontradas. Em 2007, espécies de líquen transportadas em veículos do projeto BIOPAN, da Agência Espacial Europeia, conseguiram sobreviver à exposição por dez dias. Sementes de Arabidopsis thaliana e Nicotiana tabacum germinaram após serem expostas ao espaço por um ano e meio. Uma estirpe de bacillus subtilis sobreviveu por 559 dias quando disposta na órbita baixa da Terra ou numa simulação do ambiente marciano. A hipótese da panspermia sugere que rochas ejetadas no espaço sideral a partir de planetas que abrigam vida podem transportar, com sucesso, formas de vida a outro mundo habitável. Conjectura-se que esse tipo de evento tenha ocorrido no início da história do sistema solar, com rochas potencialmente capazes de carregar micro-organismos viajando entre Vênus, Terra e Marte.

### Efeito em humanos

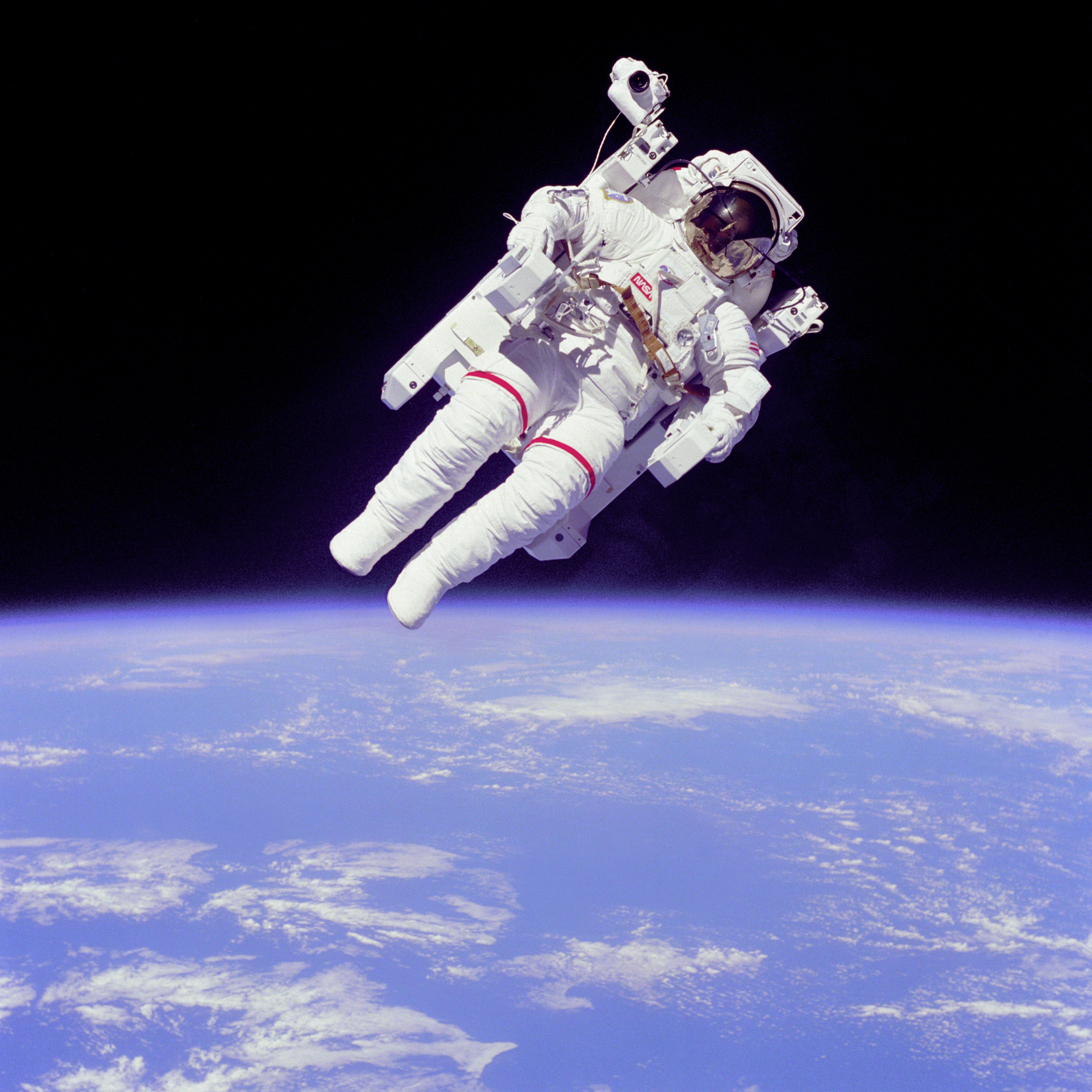
Por causa dos perigos do vácuo, astronautas devem vestir trajes espaciais pressurizados.

Exposições a pressões atmosféricas muito baixas podem causar risco de vida, como durante uma rápida descompressão, a qual pode ocasionar barotrauma — uma ruptura nos pulmões em decorrência da grande pressão diferencial entre o interior e o exterior do peito. Mesmo quando as vias aéreas da vítima estão totalmente abertas, o fluxo de ar pela traqueia pode ser muito lento para prevenir a ruptura. A rápida descompressão pode danificar os tímpanos e os seios paranasais, causar hematomas e corrimento de sangue em tecidos moles, além da possível ocorrência de choques, ocasionando num aumento de consumo de oxigênio que, por sua vez, leva a hipóxia.
Como uma consequência da rápida descompressão, qualquer oxigénio dissolvido no sangue esvaziará nos pulmões na tentativa de equalizar a variável de pressão parcial. À chegada do sangue desoxigenado no cérebro, humanos e animais perdem a consciência após alguns segundos e morrem de hipóxia em minutos. Sangue e outros fluidos do corpo fervem quando a pressão cai abaixo de 6,3 kPa, sendo essa condição chamada de ebulismo. O vapor pode inchar o corpo a duas vezes o seu tamanho normal e reduzir a velocidade da circulação, embora os tecidos sejam elásticos e porosos o suficiente para prevenir uma ruptura. O ebulismo tem seu ritmo diminuído pela contenção da pressão dos vasos sanguíneos, de forma que parte do sangue permanece líquido. Inchaço e ebulismo podem ser reduzidos pela contenção em trajes especiais. O Crew Altitude Protection Suit (CAPS), por exemplo, uma vestimenta elástica equipada projetada na década de 1960 para os astronautas do programa Space Shuttle, prevenia o ebulismo a condições de pressão menores que 2 kPa. Trajes espaciais são necessário a alturas de 8 km (5,0 mi), para prover a quantidade necessária de oxigênio e para prevenir a perda de água, enquanto que acima de 20 km (12 mi) eles são essenciais para a defesa contra o ebulismo. A maioria desses trajes especiais tem cerca de 30–39  kPa de puro oxigênio, aproximadamente a mesma condição da atmosfera terrestre. Essa pressão é alta o suficiente para evitar o fenômeno, mas a evaporação de nitrogênio dissolvido no sangue pode ainda causar doença de descompressão e aeroembolismo caso não seja controlada.
A humanidade evoluiu sob o efeito da gravidade, e a exposição à imponderabilidade tem se mostrado capaz de efeitos danosos à saúde do corpo humano. Inicialmente, mais de 50% dos astronautas experienciava síndrome de adaptação ao espaço. Este fenômeno pode causar náusea, vômito, vertigem, dores de cabeça, letargia e mal-estar geral. A duração dessas manifestações pode variar, mas tipicamente perdura por 1–3 dias, após o que o corpo se ajusta ao novo ambiente. Longas exposições à imponderabilidade resulta em atrofia muscular e deterioração do esqueleto, ou ainda osteopenia. Tais efeitos podem ser minimizados por meio de um regime de exercícios. Outras sequelas desse mal incluem redistribuição de fluidos, desaceleramento do sistema circulatório, decréscimo de produção de hemácias, distúrbios de equilíbrio, enfraquecimento do sistema imunológico e perda de visão. Entre os sintomas menores, estão perda de massa corporal, congestão nasal, desordens no sono e inchaço facial.
Em viagens espaciais de longa duração espaço, a radiação pode representar um perigo agudo para a saúde. A exposição a fontes desse tipo de propagação de energia, como raios cósmicos ionizantes, pode resultar em fadiga, náusea, vômito, bem como em danos ao sistema imunológico e variações na quantidade de leucócitos. Em maiores exposições, os sintomas podem ser um aumentado risco de de câncer, danos aos olhos, sistema nervoso, pulmões e aparelho digestivo. Numa missão de ida e volta a Marte com duração de três anos, quase que todo o corpo humano seria atravessado por núcleos de alta energia, cada um deles causando danos de ionização às células. A maior parte dessas partículas, contudo, é significativamente atenuada pela blindagem fornecida pelas paredes de alumínio de uma nave espacial, podendo ser ainda mais reduzida por compartimentos de água e outras barreiras. No entanto, o impacto dos raios cósmicos sobre a blindagem produz radiação adicional, que pode afetar a tripulação. Nesse contexto, ainda se faz necessário um profundo estudo acerca dos riscos de radiação e contramedidas adequadas.
A ação da microgravidade interfere diretamente na saúde do ser exposto a ela, sendo uma das estruturas mais prejudicadas a óssea. Por uma das principais funções do esqueleto ser a de dar sustentação ao corpo sob a ação da força da gravidade na Terra, uma vez que, no espaço, a gravidade é mínima, essa função deixa de ser existir. A densidade óssea mineral tende a diminuir de 1% a 2% ao mês, o que faz com que o tempo de estadia do homem no espaço seja limitado, já que, em caso de longas viagens, a volta à Terra dos astronautas seria comprometida. Outro fator observado em relação aos ossos é o aumento da reabsorção de substâncias, como o cálcio. A desmineralização dos ossos faz com que tais minerais sejam destinados à corrente sanguínea, e, ao passarem pelo sistema excretor, acabem acumulados nos rins, propiciando, assim, um possível cálculo renal.

## Limites em relação à Terra

A SpaceShipOne foi a primeira nave espacial a completar um voo espacial privado tripulado, em 2004, alcançando uma altitude de 100.12 km.

Não há uma clara fronteira entre a atmosfera terrestre e o espaço, uma vez que a densidade dessa atmosfera decai gradualmente a partir da altura. Há, contudo, várias designações fronteiriças. A Federação Aeronáutica Internacional, por exemplo, estabeleceu a linha de Kármán a uma altitude de 100 km (62 mi) como uma definição padrão os limites da aeronáutica e astronáutica. Esta é usada em decorrência do fato de que, a uma altitude de aproximadamente 100 km (62 mi), como foi calculado por Theodore von Kármán, um veículo teria de viajar mais rápido que a velocidade orbital para efetuar uma sustentação aerodinâmica na atmosfera no intuito de se sustentar. Numa outra forma de limite artificial, considera-se, popularmente, nos Estados Unidos, que os indivíduos viajantes acima de uma altura de 50 milhas (80 km) são astronautas. Já o Space Shuttle da NASA atribuía 400 000 pés (76 mi, 122 km) como sua altitude de reentrada (chamada de Entry Interface), a qual marca aproximadamente o limite onde o arrasto atmosférico se torna perceptível, iniciando assim o processo de mudança de condução de propulsores para manobra em superfície de ar.
Em 2009, cientistas da Universidade de Calgary reportaram medições detalhadas com um sensor de imagem de íon supra-termal (um instrumento que mede a direção e a velocidade de íon), as quais permitiram uma estimativa de limite em 118 km (73 mi) acima da Terra. Essa coordenada representa o ponto médio da transição gradual, que se estende por dezenas de quilômetros, dos suaves ventos da atmosfera da Terra aos fluxos mais violentos de partículas carregadas do espaço, as quais podem alcançar velocidades de mais de 268 m/s (600 mph).
A altitude onde a pressão atmosférica corresponde à pressão de vapor de água na temperatura do corpo humano é chamada de linha de Armstrong, nomeada em homenagem ao físico estadunidense Harry G. Armstrong. Esse limite é caracterizado pela altura de cerca de 19,14 km (11,89 mi). Na linha ou acima dela, fluidos na garganta e pulmões evaporam; mais especificamente, líquidos corporais como saliva, lágrimas e os umectantes dos alvéolos pulmonares. Em decorrência disso, em tal ponto, o corpo humano requer um traje de pressão, ou uma cápsula pressurizada, para sobreviver.

## Status legal

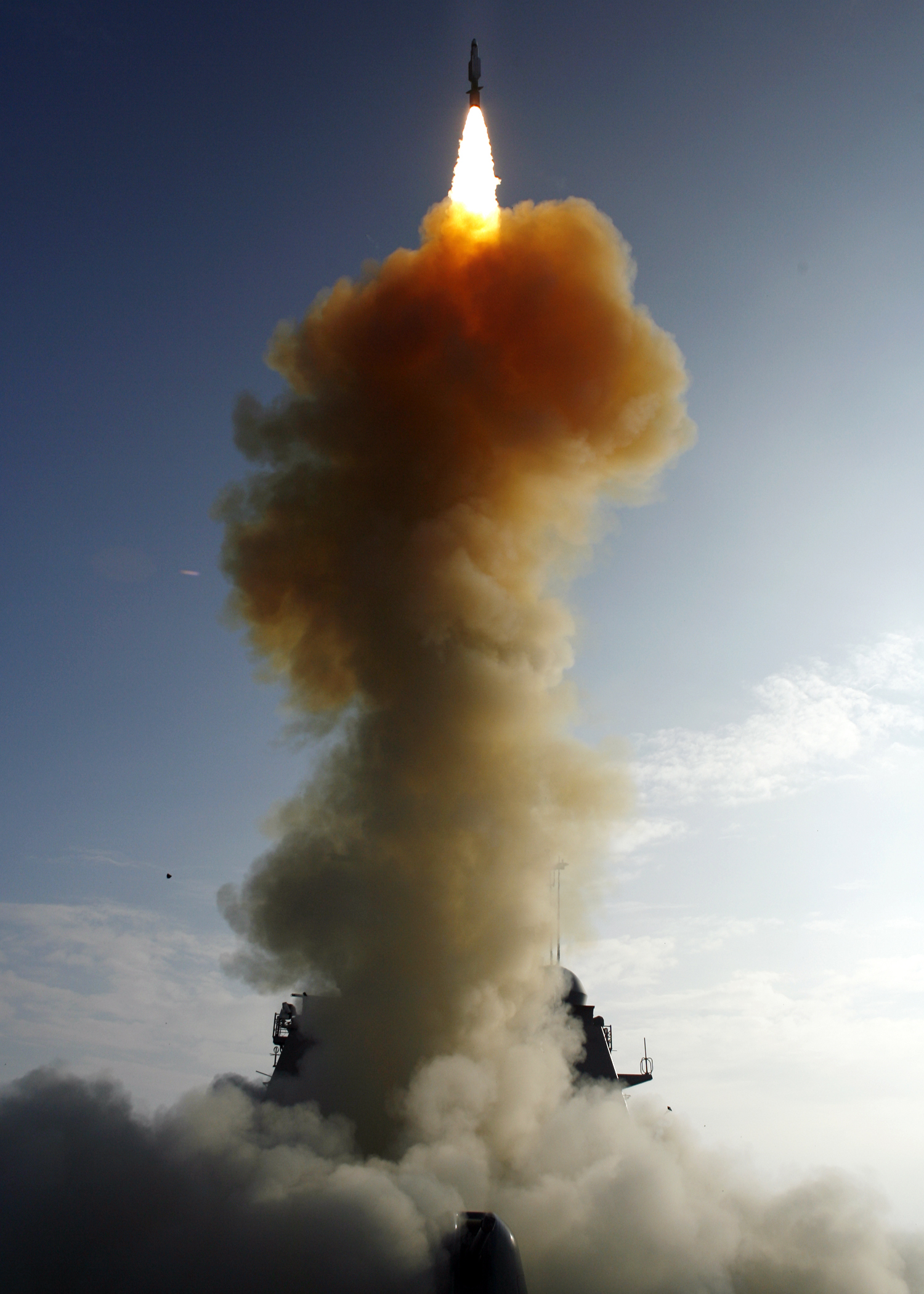
Lançamento do míssil SM-3 usado para destruir o satélite espião estadunidense USA-193.

O Tratado do Espaço Exterior provê o quadro básico de diretrizes para uma lei aeronáutica e astronáutica internacional. Ele cobre o uso legal do espaço por estados soberanos e inclui a Lua e outros corpos celestiais na sua definição de espaço sideral. Esse postulado institui que o espaço exterior é livre para a exploração por todos os países e não é sujeito a reivindicações de soberania nacional. Ele também decreta uma proibição ao desenvolvimento de armas nucleares nesse ambiente. O tratado foi aprovado pela Assembleia Geral das Nações Unidas em 1963 e assinado, em 1967, pela USSR, Estados Unidos e Reino Unido. Em 1º de janeiro de 2008, constavam ratificações de 98 países e, em adição, 27 assinaturas de outros estados.
Desde 1958, o espaço sideral tem sido objeto de múltiplas resoluções de assembleias gerais da ONU. Destas, mais de cinquenta têm concernido a respeito da cooperação internacional no uso pacífico do espaço e prevenção de uma corrida armamentista nesse ambiente. Quatro tratados adicionais de direito especializado têm sido acordados e traçados pelo Comitê das Nações Unidas para o Uso Pacífico do Espaço Exterior. Ainda assim, perdura-se a condição de falta de proibições legais contra a implantação de armas convencionais no espaço, de forma que armas antissatélite foram e têm sido testadas com sucesso pela União Soviética, EUA e China. O Tratado da Lua, de 1979, atribuiu a jurisdição de todos os corpos celestes, incluindo as órbitas dessas entidades físicas, à comunidade internacional. Contudo, esse postulado não foi ratificado por qualquer das nações que na atualidade executa missões espaciais tripuladas.
Em 1976, oito nações equatoriais (Equador, Colômbia, Brasil, Congo, Zaire, Uganda, Quênia e Indonésia) realizaram um encontro em Bogotá, onde redigiram a "Declaração do Primeiro Encontro de Países Equatoriais", também conhecida como "Declaração de Bogotá", na qual reivindicaram o controle do segmento de curso orbital geossíncrono correspondente a cada nação, o que não foi reconhecido internacionalmente.

## Órbita da Terra
Uma nave espacial entra em órbita quando há suficiente velocidade horizontal para sua aceleração centrípeta pela condição da gravidade ser menor ou igual à aceleração centrífuga pelo componente horizontal dessa velocidade. Para a órbita baixa, essa velocidade é de aproximadamente 7 800 m/s (17 400 mph); em contraste, a mais rápida velocidade alcançada por aeronave tripulada (excluindo-se velocidades atingidas por espaçonaves em desorbitagem) foi de 2 200 m/s (4 900 mph), em 1967, pela North American X-15.
Para alcançar a órbita, uma nave espacial deve viajar mais rapidamente que um voo sub-orbital. A energia necessária para atingir a velocidade orbital da Terra numa altitude de 600 km (370 mi) é de cerca de 36 MJ/kg, sendo esta seis vezes a energia precisa para apenas subir à correspondente altitude. Naves com apoastro abaixo de aproximadamente 2 000 km (1 200 mi) estão sujeitas à força de resistência da atmosfera da Terra, o que, por sua vez, induz um decréscimo de altitude orbital. Essa taxa de caída depende da massa e da área em corte transversal do satélite, assim como das variações na densidade do ar na alta atmosfera. Abaixo de cerca de 300 km (190 mi), o decaimento se torna mais rápido. Uma vez que o satélite desce a 180 km (110 mi), ele começa a queimar na atmosfera. A velocidade de escape necessária para sobrepujar a força do campo atmosférico da Terra completamente e ocorrer movimentação ao espaço interplanetário é de cerca de 11 200 m/s (25 100 mph).
A gravidade da Terra se estende para além do cinturão de Van Allen e mantém a Lua em órbita a uma distância média de 384 403 km (240 000 mi). A região do espaço onde a força gravitacional de um planeta tende a dominar o movimento de objetos celestes na presença de outros corpos perturbadores (como um outro planeta) é conhecida como esfera de Hill. Em relação à Terra, essa esfera é dotada de um raio de aproximadamente 1 500 000 km (930 000 mi).

## Regiões
O espaço é um vácuo parcial, de forma que suas diferentes regiões, ou subespaços, são definidas pelas várias atmosferas e pelos "ventos" que dominam seu interior; cada subespaço tem área delimitada pelo ponto em que tais ventos dão lugar aos da região seguinte. O geoespaço, mais especificamente, estende-se da atmosfera terrestre até o limite do campo magnético planetário, a partir do qual se inicia a região interplanetária, com os ventos solares. O espaço interplanetário, por sua vez, vai do limite do geoespaço até a heliopausa, onde o vento solar dá lugar aos ventos do meio interestelar. O espaço interestelar continua até as fronteiras da galáxia, ponto em que é substituído pelo quarto estágio, constituído pelo vazio intergaláctico.

### Geoeospaço

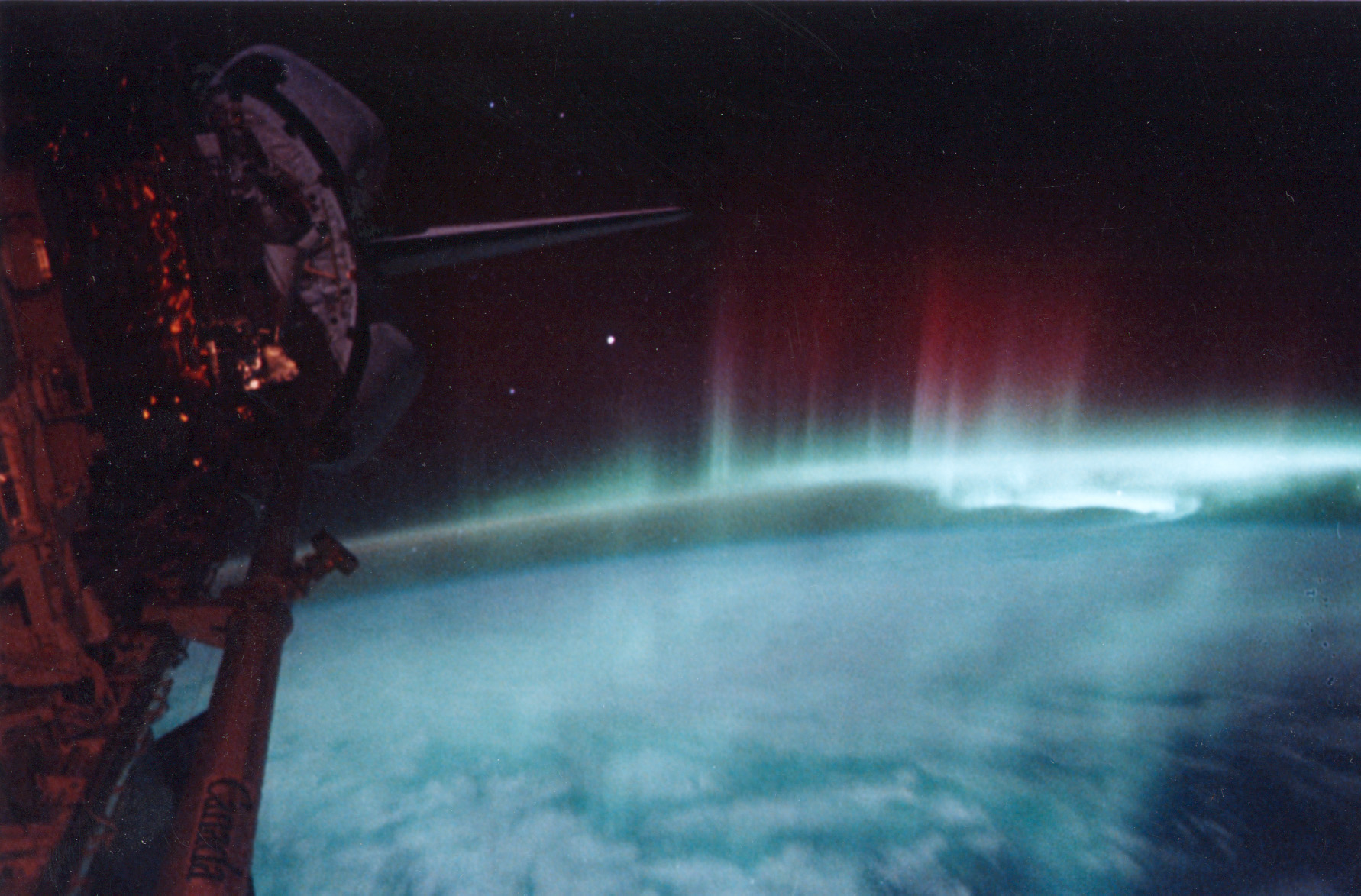
Aurora austral observada do ônibus espacial Discovery, na STS-39. Maio de 1991 (altitude orbital: 260 km).

O geospaço é a região do espaço sideral próxima à Terra, a qual inclui a área superior da atmosfera e a magnetosfera. O cinturão de Van Allen encontra-se dentro desse ambiente. O limite externo do geoespaço é compreendido pela magnetopausa, formando um intermeio entre a magnetosfera terrestre e o vento solar. O limite interno, por sua vez, é a ionosfera. Como as propriedades físicas e o funcionamento do ambiente espacial próximo à Terra são afetados pelo comportamento do Sol e pelo clima do espaço, o campo de estudo do geoespaço é conectado à heliofísica, definida como o estudo do Sol e de seu impacto nos planetas do Sistema Solar.
O volume do geoespaço compreendido pela magnetopausa é compactado, na direção do Sol, pela pressão do vento solar, o que dá a ele uma típica distância subsolar equivalente a dez raios da Terra. Contudo, a cauda pode se estender para além, a mais que o equivalente a 100–200 raios da Terra. A Lua passa pela cauda no geoespaço durante cerca de quatro dias por mês, período no qual a superfície é protegida do vento solar.
Ambiente repleto de partículas carregadas eletricamente em densidades muito baixas, o geoespaço recebe influência do campo magnético terrestre, o qual controla a movimentação dessa matéria. Tais plasmas formam um meio a partir do qual distúrbios semelhantes a tempestades, alimentados pelo vento solar, podem conduzir correntes elétricas até a alta atmosfera terrestre. Durante tempestade geomagnéticas, duas áreas do geoespaço, cinturões de radiação e ionosfera, podem ser alvo de fortes distúrbios. Tais tempestades aumentam os fluxos de elétrons energéticos, que podem, por sua vez, danificar permanentemente eletrônicos de satélite, corrompendo mecanismos de telecomunicação e GPS, apresentando-se, ainda, como um perigo a astronautas, mesmo na órbita terrestre baixa. Esse fluxo é capaz, também, de criar auroras, as quais podem ser vistas proximamente aos polos magnéticos.
Embora se enquadre na definição de "espaço sideral", a região de densidade atmosférica presente nas primeiras centenas de quilômetros acima da linha de Kármán é ainda suficientemente capaz de produzir significante arrasto em satélites. Essa área contém dejetos e materiais deixados por lançamentos de espaçonaves tripuladas e não tripuladas. Alguns desses detritos entram novamente na atmosfera da Terra numa certa periodicidade.

#### Espaço cislunar
A região seguinte à atmosfera terrestre que se estende até pouco além da órbita da Lua, incluindo os Pontos de Lagrange, é muitas vezes chamada de espaço cis-lunar.

### Espaço interplanetário
O espaço interplanetário, região em volta do Sol e dos planetas do sistema, é a seção do ambiente sideral dominada pelo meio interplanetário, o qual se estende até a heliopausa, onde a influência do domínio galáctico começa a sobrepujar a força do campo magnético solar e o fluxo de partículas dessa estrela. Tal subespaço é característico pelo vento solar, uma corrente contínua de partículas carregadas que emana do Sol e que cria uma tênue atmosfera — conhecida como heliosfera — estendendo-se bilhões de quilômetros no espaço. Esse vento tem uma densidade de partículas de 5–10 prótons/cm3 e move-se a uma velocidade de 350–400 km/s (780 000–890 000 mph). A distância e a força da heliopausa varia dependendo do nível de atividade do vento solar. A descoberta, em 1995, dos exoplanetas deu respaldo à ideia de que existem outras estrelas, em outros sistemas, com seus próprios meios interplanetários.
O volume do espaço interplanetário é de quase total vácuo, com um percurso livre médio de aproximadamente uma unidade astronômica à distância orbital da Terra. Tal subespaço não é completamente vazio dada a esparsa presença de raios cósmicos, os quais abrigam núcleos atômicos ionizados e várias partículas subatômicas. Há, ainda, gás, plasma e poeira, pequenos meteoros e várias dezenas de tipos de molécula orgânica, descobertos até a atualidade por meio de espectoscopia de microondas. Poeira interplanetária na forma de nuvem pode ser visível à noite por meio da luz zodiacal.
O meio interplanetário abriga, em adição ao campo magnético gerado pelo Sol, as magnetosferas geradas por planetas como Júpiter, Saturno, Mercúrio e Terra, os quais possuem seus próprios campos magnéticos. Tais corpos celestes sofrem influência do vento solar, que se aproxima numa forma próxima à de uma gota, com uma longa cauda que se prolonga para além do planeta. Nesse fenômeno, os campos magnéticos podem capturar partículas do vento solar e de outras fontes, criando cinturões de partículas magnéticas, a exemplo do cinturão de van Allen. Planetas não dotados de campo magnético, como Marte, têm suas atmosferas gradualmente erodidas pelo vento solar.

### Espaço interestelar

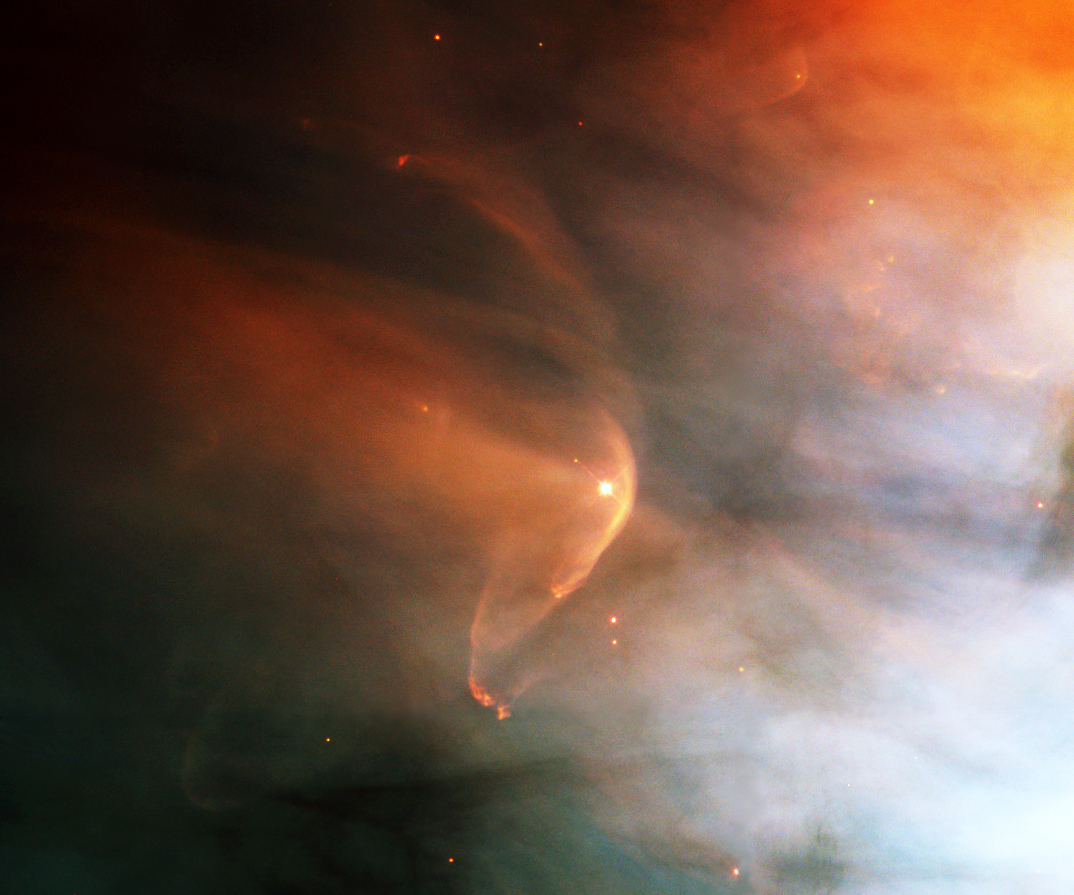
Choque em arco formado pela magnetosfera da estrela LL Orionis (centro) na colisão com o fluxo da Nebulosa de Órion.

O espaço interestelar é o ambiente físico que vai além da área de influência das estrelas de uma galáxia. A matéria contida nesse ambiente é chamada de meio interestelar. Aproximadamente 70% da massa presente no meio interestelar consiste em átomos isolados de hidrogênio; o restante é majoritariamente composto por átomos de hélio. Este, por sua vez, é enriquecido com quantidades vestigiais de átomos mais pesados formados por meio de nucleossíntese estelar. Tais átomos são ejetados ao meio pelo vento estelar ou quando estrelas desenvolvidas iniciam um processo de versão de seus envoltórios exteriores durante a formação de uma nebulosa planetária. A explosão cataclísmica de uma supernova gera uma onda de choque expansiva que consiste em matéria ejetada. A densidade da matéria no meio interestelar pode variar consideravelmente. A média é de cerca de 106 partículas por m3, mas nuvens moleculares frias podem apresentar 108–1012 por m3.
Uma variedade de moléculas existe no espaço interestelar, como também podem existir pequenas partículas de poeira de 0,1 μm. A contagem de moléculas descobertas via radioastronomia é cada vez maior, crescendo a uma taxa de cerca de quatro por ano. Grandes regiões com maior densidade de matéria, conhecidas como nuvens moleculares, permitem a ocorrência de reações químicas, incluindo a formação de espécies orgânicas poliatômicas. Muitos desses processos químicos se dão a partir de colisões. Raios cósmicos penetram as frias e densas nuvens e ionizam hidrogênio e hélio, resultando, por exemplo, em cátion trihidrogênio. Um átomo de hélio ionizado pode então dividir monóxido de carbono para produzir carbono ionizado, que por sua vez pode conduzir a reações químicas orgânicas.
O meio interestelar local é uma região do espaço a 100 parsecs (pc) do Sol, que se mostra interessante tanto pela sua proximidade quanto por sua interação com o Sistema Solar. Esse meio quase coincide com uma região do espaço conhecida como Bolha Local, que se caracteriza pela ausência de nuvens frias e densas. Ela forma uma cavidade no Braço de Órion, com densas nuvens moleculares ao longo das bordas, como os presentes nas regiões das constelações de Ofiúco e Touro. A distância de fato até a a borda dessa cavidade varia de 60 a 250 pc ou mais. Essa região contém cerca de 104–105 estrelas, e o gás interestelar contrabalanceia as astrosferas que cercam essas estrelas, com o volume de cada variando a depender da densidade local do meio interestelar. A Bolha Local também contém várias nuvens quentes, com temperaturas de mais de 7 000 K e raios de 0,5–5 pc.
Quando as estrelas se movem em velocidade peculiar relativamente alta, suas astrosferas podem gerar choques em arco ao colidirem com o meio interestelar. Por décadas, assumiu-se que o Sol era responsável por desencadear choques em arco. Contudo, em 2012, dados da Interstellar Boundary Explorer (IBEX) e das sondas do programa Voyager mostraram que a estrela central do Sistema Solar Sol não produz esse fenômeno. Especialistas defendem que uma onda em arco subsônica precisa a transição de fluxo do vento solar ao meio interestelar. Uma onda em arco é o terceiro estágio de astrosfera,  após o choque de terminação e a astropausa (chamada de heliopausa no Sistema Solar).

### Espaço intergaláctico

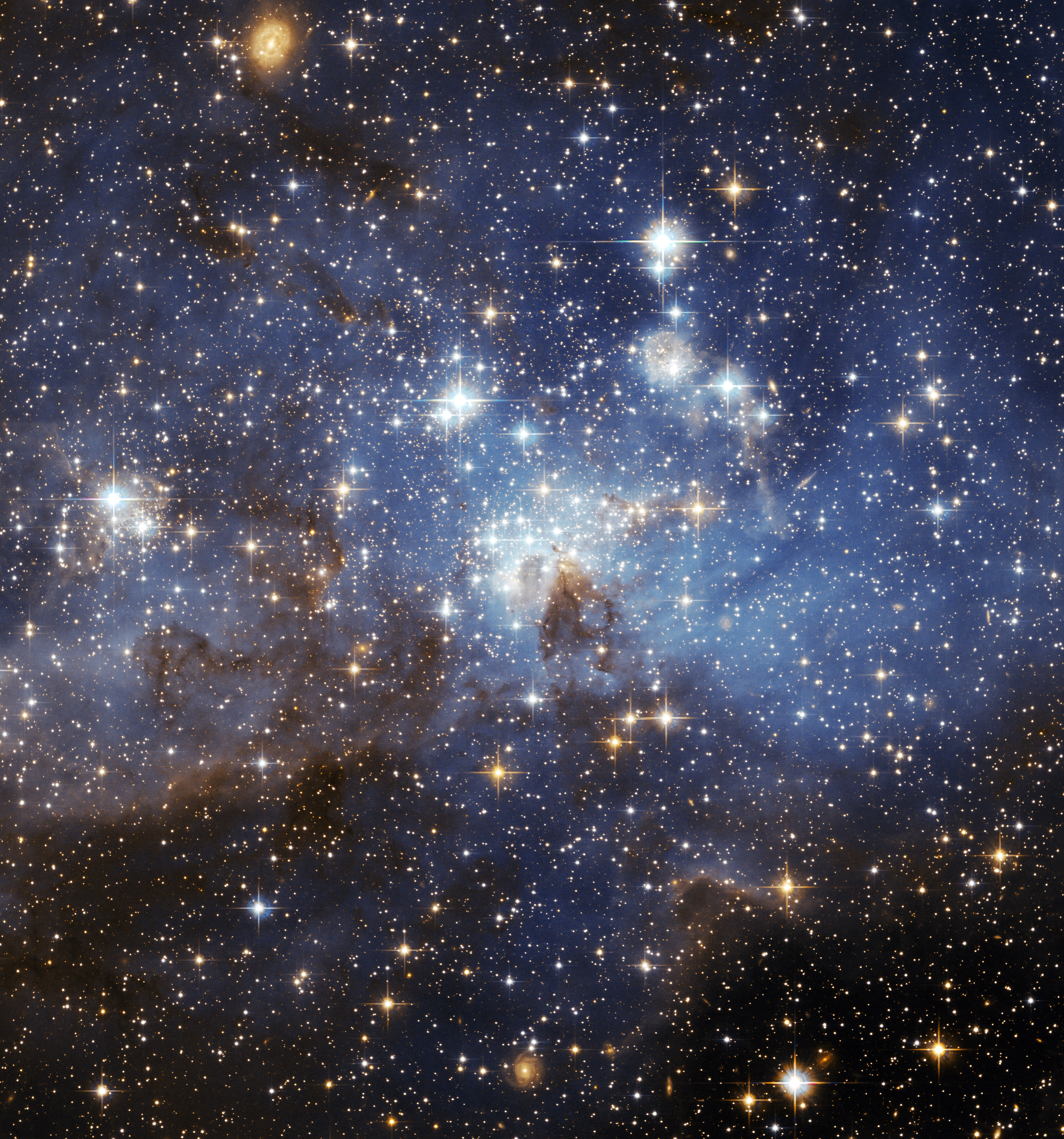
LH 95, um berçário estelar na Grande Nuvem de Magalhães, talvez a galáxia mais próxima da Via Láctea.

O espaço intergaláctico é o ambiente físico entre galáxias. Os grandes espaços entre aglomerados de galáxias são chamados de vazios. Circundando e se estendendo entre as galáxias, há plasma rarefeito organizado em estrutura filamentar. Esse material constitui o meio intergaláctico (intergalactic medium; IGM). A densidade do IGM é de 5–200 vezes a média de densidade no universo. O meio intergaláctico é sobretudo composto por hidrogênio ionizado; por exemplo, na forma de plasma com igual número de elétrons e prótons. Com gás a fluir no IGM, o ambiente se aquece a temperaturas de 105 K a 107 K. Essa alta medida estimula, com a decorrente colisão de átomos, produção de energia. A energia, por sua vez, faz com que elétrons escapem dos núcleos de hidrogênio, e por isso o meio intergaláctico é ionizado. Em tais condições de temperatura, o IGM é chamado de meio intergaláctico quente (warm–hot intergalactic medium; WHIM), embora o plasma seja bastante quente para os padrões terrestres, 105 K é comumente considerado "morno" nos estudos astrofísicos.) Simulações de computador e observações indicam que mais da metade da matéria atômica no universo pode estar nessa condição quente/morna e rarefeita. Quando gases fluem a partir das estruturas filamentares do WHIM aos aglomerados de galáxias de interseções de filamentos cósmicos, pode ocorrer um aquecimento ainda maior, alcançando temperaturas de 108 K ou mais no meio intraglomerado (intracluster medium; ICM).

## Exploração e usos

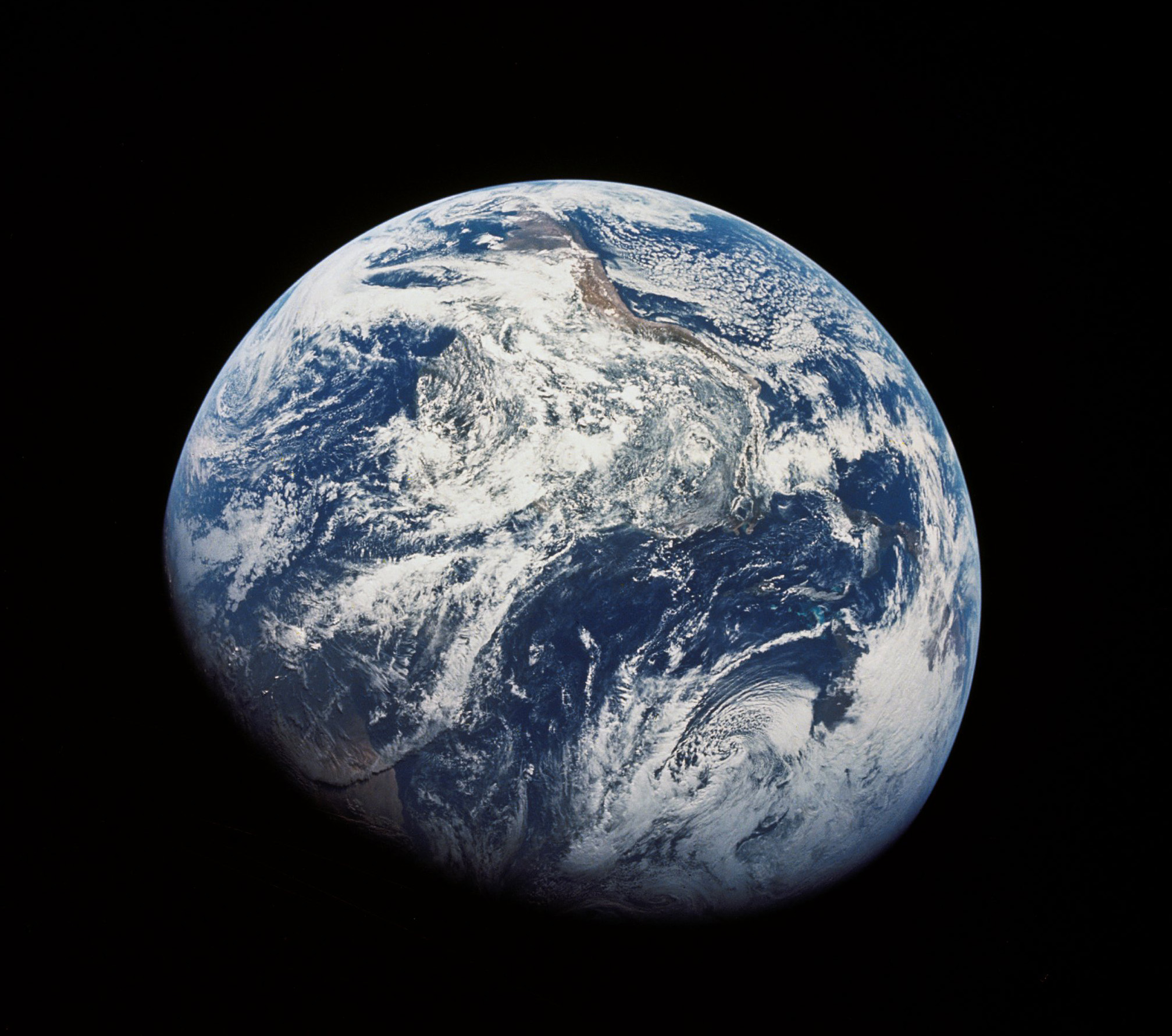
A primeira imagem a enquadrar toda a Terra a partir da fotografia por um humano veio da missão Apollo 8.

No decorrer da maior parte da história humana, o espaço foi estudado a partir da observação remota; inicialmente a olho nu e posteriormente com a ajuda de equipamentos especiais, como o telescópio. Antes do pleno desenvolvimento tecnológico que possibilitou a fabricação de foguetes, o mais próximo que a humanidade chegou de alcançar o espaço se deu por meio de voos de balão. Em 1935, uma missão estadunidense tripulada no Explorer II atingiu uma altitude de 22 km (14 mi). Essa marca foi largamente ultrapassada em 1942, quando o alemão V-2, em seu terceiro lançamento, alcançou 80 km (50 mi). Em 1957, o satélite não tripulado Sputnik I foi lançado pelo foguete russo R-7, elevando-se a 215–939 quilômetros (130–580 mi) e chegando à órbita da Terra. Em 1961, deu-se a primeira missão espacial tripulada, quando Iuri Gagarin foi enviado à região orbital do planeta na Vostok I. Os primeiros humanos a irem além da órbita terrestre foram Frank Borman, Jim Lovell e William Anders, em 1968, a bordo na missão Apollo 8, que entrou em órbita lunar e alcançou uma distância máxima de 377 349 km (230 000 mi) da Terra.
A primeira nave espacial a atingir velocidade de escape foi a soviética Luna 1, que realizou um voo próximo à Lua em 1959. Em 1961, a Venera 1 tornou-se a primeira sonda planetária. Ela revelou a presença dos ventos solares e executou o primeiro voo próximo de Vênus, embora o contato com a nave tenha sido perdido antes que ela alcançasse o planeta. A primeira bem-sucedida missão de proximidade a esse planeta foi a da Mariner 2, em 1962. A primeira espaçonave a realizar uma missão de proximidade a Marte foi a Mariner 4, que alcançou o planeta em 1964. Desde esse tempo, naves não tripuladas obtinham grande sucesso no exame dos planetas do Sistema Solar, de suas luas e de muitos planetas menores e cometas. Esse tipo de missão permanece sendo uma atividade fundamental à exploração e expansão do conhecimento sobre o espaço, servindo também de meio para a observação e estudo da Terra. Em agosto de 2012, a Voyager 1 tornou-se a primeira criação humana a deixar o Sistema Solar e entrar no espaço interestelar.
A ausência de ar faz do espaço sideral um local ideal às atividades de estudo astronômico em todos os comprimentos de onda do espectro eletromagnético. São evidências disso as fotografias em alta qualidade do telescópio espacial Hubble, que permitem a observação de luzes de mais de 13 bilhões de anos. Contudo, nem todo local no espaço apresenta as condições ideais para a instalação de um telescópio. A poeira interplanetária pode se apresentar como um empecilho, pois emite uma difusa radiação quase infravermelha que nubla a emissão de luz de fontes fracas, como planetas extrasolares. O uso de telescópio infravermelho para além da área de poeira pode aumentar a eficácia do equipamento. Por outro lado, um sítio como a cratera Daedalus, no lado oculto da Lua, pode proteger um radiotelescópio da interferência eletromagnética que dificulta observações a partir da Terra.
O uso de naves não tripuladas na órbita da Terra tornou-se essencial à civilização moderna. Elas permitem o monitoramento de condições meteorológicas, possibilitam a comunicação de longo alcance, provêm a navegação precisa e viabilizam o sensoriamento remoto da Terra, por exemplo. Este último papel, por sua vez, serve a uma variedade de propósitos, incluindo o acompanhamento de umidade do solo para a agricultura, predição da vazão de água em áreas de congelamento sazonal, detecção de pragas em plantações e vigilância de atividades militares.
O profundo vácuo faz do espaço sideral um ambiente propício à execução de certas atividades industriais, como as que requerem superfícies de alta pureza. No entanto, assim como a mineração de asteroides, a atividade industrial no espaço demanda altos investimentos e apresenta poucas perspectivas de retorno imediato. Um fator influente nessa possibilidade de exploração comercial é o alto custo de se enviar algo à órbita terrestre, cerca de 7 000–23 000 dólares por kg ajustados à inflação, de acordo com estimativa de 2006. Ideias propostas na busca por contornar esse problema incluem, por exemplo, a construção de elevadores espaciais e mecanismos de lançamento sem foguete.